# Biến nạp

Hình 1: Sơ đồ biến nạp một đoạn DNA (màu vàng) từ tế bào vi khuẩn này (hình ôvan) sang tế bào vi khuẩn kia (hình chữ nhật). Hình tròn (1) là DNA-NST vẫn không đổi sau biến nạp.

Biến nạp là hiện tượng chuyển trực tiếp DNA từ tế bào này sang tế bào khác.
Đây là thuật ngữ trong sinh học phân tử và di truyền học vi khuẩn, trong tiếng Anh là "transformation" dùng để chỉ một đoạn DNA hoặc nguyên vẹn cả phân tử DNA trần của tế bào này (gọi là tế bào cho) sang tế bào khác (gọi là tế bào nhận). Kết thúc hiện tượng này tế bào nhận sẽ có DNA mới gọi là DNA ngoại lai (exogenous DNA).

## Ví dụ
Sơ đồ ở hình 1 mô tả sự chuyển một đoạn phân tử DNA (màu vàng, chú thích 4) của plasmit (màu đỏ, chú thích 3) ở tế bào cho (hình ôvan) sang tế bào nhận (hình chữ nhật) qua các giai đoạn (bước) tóm tắt như sau.
Bước I: Đoạn DNA (4) bị enzim (5) cắt rời khỏi plasmit (3) rồi "văng" ra ngoài tế bào cho.
DNA của một tế bào vi khuẩn nằm trong tế bào chất (1), nhưng cũng có thể nằm trong plasmid, một vòng DNA độc lập, tròn. Gen được chuyển (4) nằm trên plasmid của tế bào 1 (3), nhưng không nằm trên plasmid của tế bào vi khuẩn 2 (2). Để loại bỏ gen khỏi plasmid của tế bào vi khuẩn 1, một enzyme cắt giới hạn (5) được sử dụng. Enzim giới hạn liên kết với một vị trí cụ thể trên DNA và cắt đứt nó, giải phóng gen thỏa đáng. Các gen được loại bỏ tự nhiên và giải phóng ra môi trường thường sau khi một tế bào chết và tan rã.
Bước II: Tế bào vi khuẩn 2 chiếm gen. Sự tích hợp vật liệu di truyền từ môi trường này là một công cụ tiến hóa và phổ biến trong các tế bào vi khuẩn.
Bước III: Enzyme DNA ligase (6) bổ sung gen vào plasmid của tế bào vi khuẩn 2 bằng cách hình thành liên kết hóa học giữa hai phân đoạn nối chúng lại với nhau.
Bước IV: Plasmid của tế bào vi khuẩn 2 hiện chứa gen từ tế bào vi khuẩn 1 (7). Gen này đã được chuyển từ tế bào vi khuẩn này sang tế bào khác và quá trình biến đổi đã hoàn tất.
DNA này nằm tự do trong môi trường (dung dịch) do một vi khuẩn (thể cho) phóng ra. Tế bào thể cho và thể nhận có thể được bắt nguồn từ những sinh vật khác nhau như: thực vật, động vật và vi sinh vật. Trong khuôn khổ của mục này chỉ xét hiện tượng biến nạp ở vi khuẩn. Khác với tiếp hợp và tải nạp, biến nạp không cần sự tiếp xúc trực tiếp giữa 2 tế bào cũng như không cần vật trung gian như các phage.
Các tế bào ở trạng thái có thể được biến nạp được gọi là khả nạp (competent). Như vậy, qua biến nạp, một nòi vi khuẩn bị biến đổi về mặt di truyền do tiếp thu acid nucleic của một nòi khác.
Cơ chế biến nạp chủ yếu bao gồm việc vi khuẩn thể nhận tiếp nhận DNA của thể cho (gọi là đoạn ngoại lai, exogenote) và sau đó DNA này có thể trao đổi với đoạn DNA tương đồng của thể nhận (gọi là đoạn nội tại, endogenote) bằng trao đổi chéo. Những tế bào có khả năng tiếp nhận DNA gọi là các tế bào khả biến (competent). Tế bào vi khuẩn nhận đoạn ngoại lai lúc đó có bộ gene ở trạng thái lưỡng bội một phần (merodiploid) hay hợp tử từng phần (merozygote). Quá trình trao đổi thông tin di truyền bằng cách chuyển chỉ một phần vật chất di truyền như thế được gọi là sự giao nạp hay tiếp hợp từng phần (meromixis).
Tương tự như trong tiếp hợp và tải nạp, để lập bản đồ di truyền bằng biến nạp cần có các tế bào thể cho và thể nhận có các kiểu gene khác nhau. Về mặt thực nghiệm, DNA được tách ra từ các tế bào thể cho, sau đó được đưa vào quần thể các thể bào thể nhận. Các tế bào thể nhận sẽ tiếp nhận các đoạn DNA một cách ngẫu nhiên. Không phải tất cả các loài vi khuẩn đều có khả năng tiếp nhận DNA. Ngay cả những loài có khả năng này cũng chỉ có thể tiếp nhận được DNA ở những pha sinh trưởng nhất định và trong môi trường nuôi cấy cụ thể. Các loài Streptoccocus pneumoniae (tức Diplococcus) và Bacillus subtilis tương đối dễ dàng trở thành khả biến hơn, trong khi E. coli phải mất đi hai loại enzyme exonuclease và phải được nuôi cấy trong môi trường có nồng độ cao của calcium chloride để làm cho màng tế bào của nó có thể thấm được DNA. Do vậy để lập bản đồ gene ở E. coli người ta ưa dùng tiếp hợp và tải nạp hơn. Tuy nhiên, trong công nghệ DNA tái tổ hợp, biến nạp E. coli là một khâu rất quan trọng (chương 8).
Để biến nạp có thể xảy ra với hiệu quả cao ở vi khuẩn, chẳng hạn B. subtilis, DNA biến nạp phải có mạch kép và phân tử lượng tương đối cao (1.106 dalton). Khi DNA xuyên qua màng tế bào của vi khuẩn khả biến thì một trong các sợi của DNA bị phân huỷ. Sau đó sợi đơn DNA chuyển sang có thể trao đổi với nhiễm sắc thể thể nhận ở vùng tương đồng; sự kiện này có thể phát hiện được nhờ những khác biệt di truyền thích hợp giữa các tế bào thể cho và thể nhận.
Tóm lại, hiệu quả của biến nạp phụ thuộc vào ba yếu tố:
(i) Tính dung nạp hay khả biến của tế bào thể nhận;
(ii) Kích thước của đoạn DNA được biến nạp;
(iii) Nồng độ của DNA.
Cơ chế phân tử của biến nạp (trong thí nghiệm Griffith), về cơ bản, có thể giải thích như sau:
(i) DNA sợi kép tế bào vi khuẩn cho S xâm nhập qua màng tế bào vi khuẩn nhận R, với một sợi đơn bị phân huỷ bởi nuclease;
(ii) DNA thể nhận R biến tính ở vùng tương đồng để bắt cặp hay tiếp hợp (synapsis) với đoạn DNA sợi đơn còn lại của thể cho S. Để có thể tái tổ hợp bình thường ở vi khuẩn cần có protein được mã hoá bởi gene recA+.
(iii) Phân tử DNA với đoạn lai (heteroduplex) "R-S" tái bản tạo ra hai DNA sợi kép con: một sợi kép "R-R" và một sợi kép khác có mang đoạn DNA thể nhận "S-S", tất cả có hai sợi đơn giống nhau (homoduplex).
Từ thí nghiệm của Avery và cs, ta thấy rằng: Mặc dù thành phần hoá học của vỏ vi khuẩn (capsule) được xác định bằng các gene, nhưng mối quan hệ đó là gián tiếp. DNA được phiên mã thành RNA và RNA được dịch mã thành các protein. Kiểu hình của pneumococcus — thành phần của vỏ polysaccharide — được xác định bằng các enzyme (proteins) cụ thể (dùng để tổng hợp polysaccharide).
- Xác định liên kết gene bằng biến nạp

Trong quá trình tách chiết DNA để tiến hành biến nạp, nhiếm sắc thể của vi khuẩn thường bị đứt ra thành khoảng 250 đoạn, tức các phân tử riêng biệt. Các gene nằm ở những vị trí khác nhau trên nhiễm sắc thể vi khuẩn khi đó sẽ bị tách rời nhau và được truyền đi trong quá trình biến nạp một cách độc lập. Vì số gene ở vi khuẩn rất lớn mà số đoạn DNA lại hạn chế nên không loại trừ các trường hợp hai gene khác nhau cùng nằm trên một đoạn DNA, và vì vậy, cùng được chuyển đi. Trên thực tế những trường hợp như thế đã quan sát thấy ở hàng loạt vi khuẩn và gọi là biến nạp liên kết. Có thể phát hiện được biến nạp liên kết bằng cách xác định tần số biến nạp kép (biến nạp đồng thời hai gene, hay đồng biến nạp, cotransformed) và so sánh nó với trị số kỳ vọng khi hai gene được truyền đi một cách độc lập. Trong thí nghiệm người ta xác định sự liên kết gene bằng cách phát hiện hiệu quả pha loãng DNA. Trong một giới hạn nào đó của nồng độ DNA thì tần số biến nạp tỉ lệ tuyến tính với nồng độ DNA. Nếu hai gene nằm trên cùng một đoạn DNA thì sự biến đổi tần số biến nạp kép (liên kết) sẽ giống như biến nạp đơn. Còn nếu như biến nạp kép là do hai đoạn DNA khác nhau cùng chui vào tế bào (không liên kết) thì đường cong biến đổi của tần số biến nạp kép sẽ có độ dốc rõ rệt hơn so với biến nạp đơn.
Biến nạp chỉ được dùng để lập bản đồ gene cho một số loài. DNA thể cho được tách ra và làm đứt gãy thành những đoạn nhỏ. Đối với những tế bào khả biến, tần số biến nạp khoảng 1/ 103 tế bào. Nếu hai gene a và b xa nhau trên nhiễm sắc thể thì nó thường nằm ở 2 đoạn bị đứt ra khác nhau. Khi đó tần số biến nạp cả hai gene này vào thể cho sẽ khoảng 1/103 x 1/103 = 1/106. Nếu hai gene này gần nhau thì tần số đồng biến nạp của chúng xấp xỉ bằng biến nạp đơn: 1/103. Nghiên cứu khả năng đi kèm nhau của các gene biến nạp có thể xác định được trật tự của chúng.
Biến nạp là quá trình chuyển vỏ polisaccrit từ vi khuẩn S đã chết sang vi khuẩn R làm xuất hiện vi khuẩn S độc